# كاردينال الكرملين (رواية)
كاردينال الكرملينThe Cardinal of the Kremlin هي رواية جاسوسية وإثارة للكاتب الأمريكي توم كلانسي وصدرت في 20 مايو 1988. وهي رواية مكملة بشكل مباشر لرواية «صيد أكتوبر الأحمر» (1984).
ظهر الكتاب في المرتبة الأولى في قائمة أفضل الكتب مبيعًا في نيويورك تايمز .

## القصة
تدور الأحداث جاك رايان محلل وكالة المخابرات المركزية، وهو يقوم بعملية إخراج للعميل الذي يحمل الاسم الكودي «كاردينال»، وهو أهم عميل للسي آي إيه داخل المخابرات السوفيتية الكي جي بي، بالإضافة إلى مدير وكالة المخابرات السوفيتية. وتتحدث الرواية أيضًا عن مبادرة الدفاع الاستراتيجي (SDI)، وهي نظام دفاع صاروخي واقعي طورته الولايات المتحدة خلال ذلك الوقت والاتحاد السوفيتي.